# Kugo (Harfe)

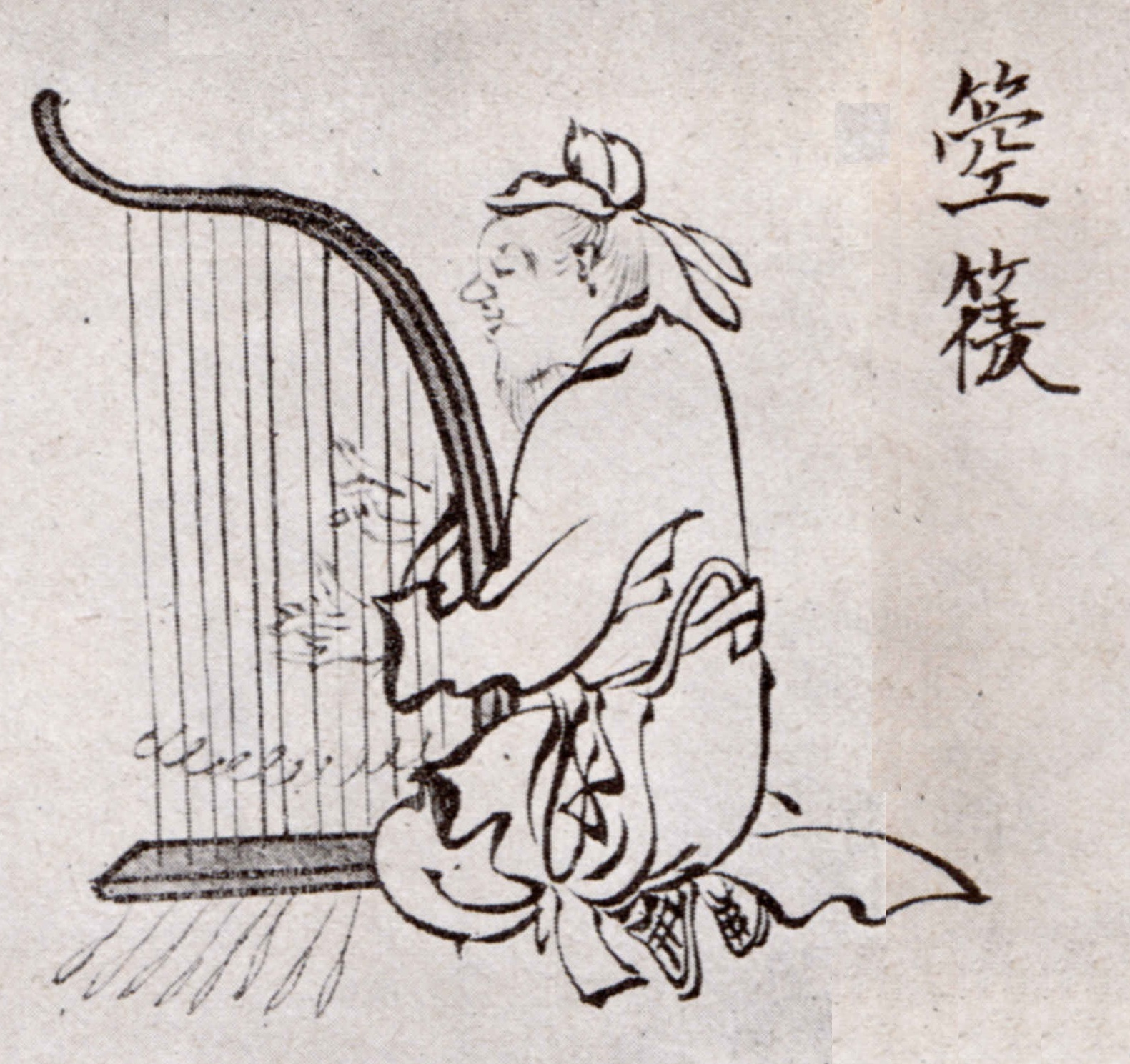
Ein Musiker spielt die vertikale Winkelharfe kugo. Die Bildrolle Shinzei-kokaku-zu von Fujiwara no Michinori (1106–1160) enthält Material aus dem 8. und 9. Jahrhundert.

Kugo (japanisch 箜篌, Hiragana く ご), auch tate-kugo („stehende Harfe“) und kudara-goto (百 済 琴 / く だ ら ご と, aus Kudara eingeführtes Saiteninstrument, koto) ist eine vertikale Winkelharfe mit 23 Saiten, die in Japan möglicherweise von den ersten nachchristlichen Jahrhunderten bis in die Heian-Zeit (794–1185) gespielt wurde und mit den Reformen der höfischen Musik im 10. Jahrhundert verschwand. Wahrscheinlich gab es Harfen in Japan nur zwischen dem 8. und 10. Jahrhundert. Die kugo geht über die ebenfalls verschwundenen Vorbilder konghu in Korea und konghou in China auf antike Winkelharfen im Iranischen Hochland (persisch tschang) zurück. Der Hauptbeleg für die Existenz japanischer Winkelharfen sind zwei Harfenfragmente vermutlich aus dem 8. Jahrhundert. In zahlreichen japanischen buddhistischen Manuskripten aus jener Zeit erscheinen darüber hinaus Abbildungen kleinerer Bogenharfen, die der burmesischen saung gauk ähnlich sind. Ende des 20. Jahrhunderts wurde nach historischen Vorbildern eine moderne kugo rekonstruiert.

## Herkunft
Die ältesten bekannten Harfen sind Bogenharfen, die ab den 4. Jahrtausend in Mesopotamien und im Alten Ägypten vorkamen und aus dem gebogenen Stab eines Musikbogens hervorgegangen sein dürften. Anfang des 2. Jahrtausend v. Chr. wurde in beiden Regionen die Winkelharfe mit einer größeren Saitenzahl eingeführt, die aus zwei, in einem rechten oder spitzen Winkel verbundenen Stäben besteht und die allmählich die Bogenharfe ersetzte. Von Mesopotamien ausgehend erreichte die Winkelharfe knapp zwei Jahrtausende später über Zentralasien China und noch einige Jahrhunderte später Japan. Die Bogenharfe lebte nur fernab ihrer Ursprungsregionen Mesopotamien und Iranisches Hochland fort. Im alten Indien, wo die Winkelharfe nie angekommen war, taucht die Bogenharfe mit einem großen zeitlichen Abstand von frühen Harfenabbildungen der Indus-Kultur (um 2800 – um 1800 v. Chr.) erstmals im 2. Jahrhundert v. Chr. auf Reliefs auf, die zur buddhistischen Kultur gehören. In der zweiten Hälfte des 1. Jahrtausends n. Chr.  (um 700) verschwanden die Bogenharfen aus Indien (die in Sanskrit-Texten als vina erwähnt werden), sie leben lediglich in Gestalt der saung gauk in Myanmar fort. Dorthin sind sie in den ersten Jahrhunderten n. Chr. mit der Ausbreitung des Buddhismus gelangt.

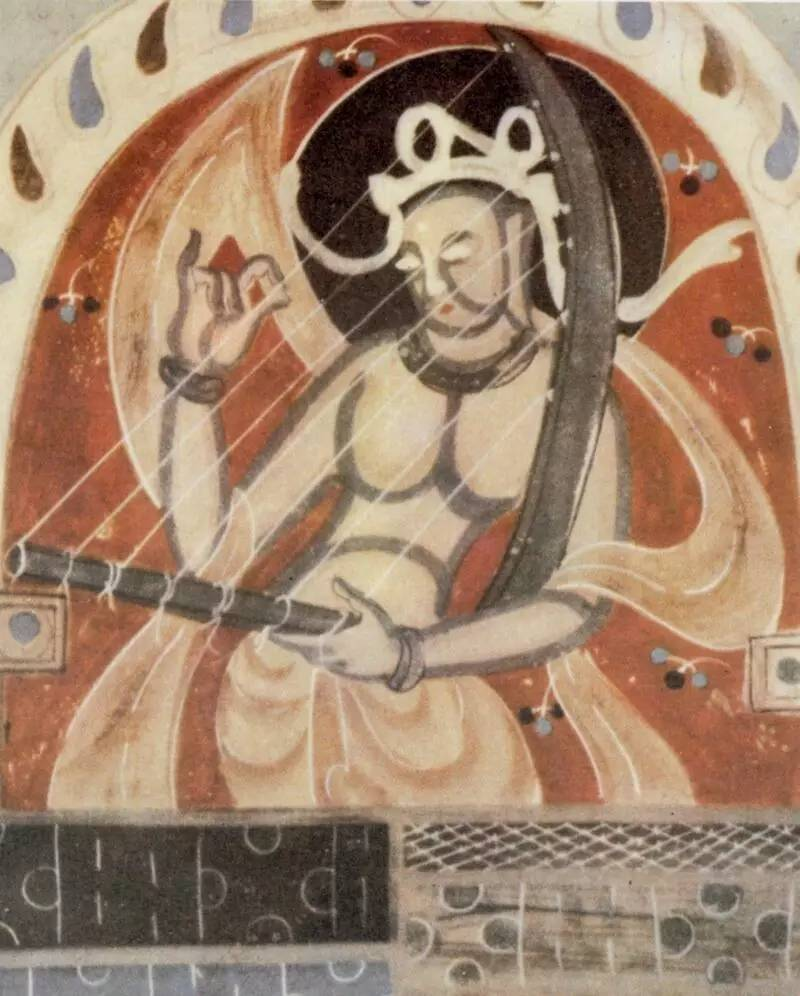
Vertikale Winkelharfe konghou. Malerei aus der Nördlichen Wei-Dynastie (385–535).

Bereits in den Jahrhunderten vor der Zeitenwende gelangten Harfen nach Zentralasien, von wo sie sich während der Han-Dynastie (207 v. Chr. – 220 n. Chr.) mit dem Buddhismus in China verbreiteten. In der hauptsächlich von Uiguren bewohnten Region Xinjiang im Nordwesten Chinas wurden bei Ausgrabungen 1996 und 2003 mehrere horizontale Winkelharfen (kompakte Harfen mit einem waagrecht gehaltenen Resonanzkörper) aus dem 5. Jahrhundert v. Chr. entdeckt, die den früheren assyrischen Harfen entsprechen, wie sie am Südwestpalast von Ninive aus dem 7. Jahrhundert v. Chr. abgebildet sind. Aus dem 4. Jahrhundert v. Chr. stammt die im Altai ausgegrabene horizontale Pasyryk-Harfe. Dieser alte Harfentyp der Skythen wurde rituell verwendet und diente möglicherweise als magisches Hilfsmittel bei Bestattungen. Ihm entspricht die in den Bergen im Norden Georgiens bis heute vorkommende Winkelharfe tschangi, deren Namen von der persischen Winkelharfe tschang abgeleitet ist. Eine asiatische Bogenharfe, die in ihrem Rückzugsgebiet Nuristan kaum noch vorkommt, ist die waji.
Die Resonanzdecke der waji besteht wie bei den in Kuqa, Xinjiang, ausgegrabenen Bogenharfen aus einer aufgespannten Tierhaut. Neben der frühen Bogenharfe ist aus der Nähe von Kuqa noch ein zweiter, späterer Harfentyp von den Anfang des 4. Jahrhunderts entstandenen Wandmalereien in den Höhlen von Kizil bekannt. Dort sind eine senkrechte Winkelharfe, eine fünfsaitige Laute (vom Typ des sassanidischen barbat und der chinesischen pipa), eine Querflöte und eine Panflöte abgebildet. Bo Lawergren (2016) zufolge waren Bogenharfen eher in Gegenden verbreitet, in denen der Theravada-Buddhismus vorherrscht und Winkelharfen eher in Gebieten mit Mahayana-Tradition. Zugleich bezweifelt Lawergren, ohne eine Begründung anzugeben, dass es überhaupt Harfen in Japan gab, trotz archäologischer Funde und zahlreicher Bildquellen.
Das chinesische Wort konghou (verbunden mit uigurisch qungqau, koreanisch konghu und dem arabisch-persischen Wortumfeld tschang einschließlich sogdisch cngryʾ, čangaryā) ist seit dem Ende des 2. Jahrhunderts v. Chr. aus schriftlichen Quellen der Han-Zeit bekannt. Die Wortherkunft ist entlang der Ausbreitung des Instruments über Zentralasien zu verfolgen. Konghou bezeichnete allgemein verschiedene chinesische Zupfinstrumente unabhängig von ihrer Bauform und mit einem Namenszusatz spezielle Instrumente: wo-konghou („horizontale konghou“), Abbildungen aus dem 5./6. Jahrhundert zufolge vermutlich eine lange Wölbbrettzither ähnlich der japanischen wagon, dann shu-konghou („vertikale konghou“, auch hu-konghou, „Nordbarbaren-konghou“), eine fremde Winkelharfe, und fengshou-konghou („Phönixkopfharfe“), vermutlich eine aus Zentralasien eingeführte Bogenharfe. Die eingeführte vertikale Winkelharfe war das bedeutendste buddhistische Musikinstrument im alten China. Neben der buddhistischen Ritualmusik wurde die konghou auch zur musikalischen Unterhaltung und als Begleitinstrument von Dichtern verwendet. Ton- und Porzellanfiguren  aus der Sui-Dynastie und Tang-Dynastie (581–907) stellen Harfe spielende Musikerinnen dar, die aus Zentralasien stammten. Ungefähr im 14. Jahrhundert verschwand die konghou aus der chinesischen Musik.

## Spielweise

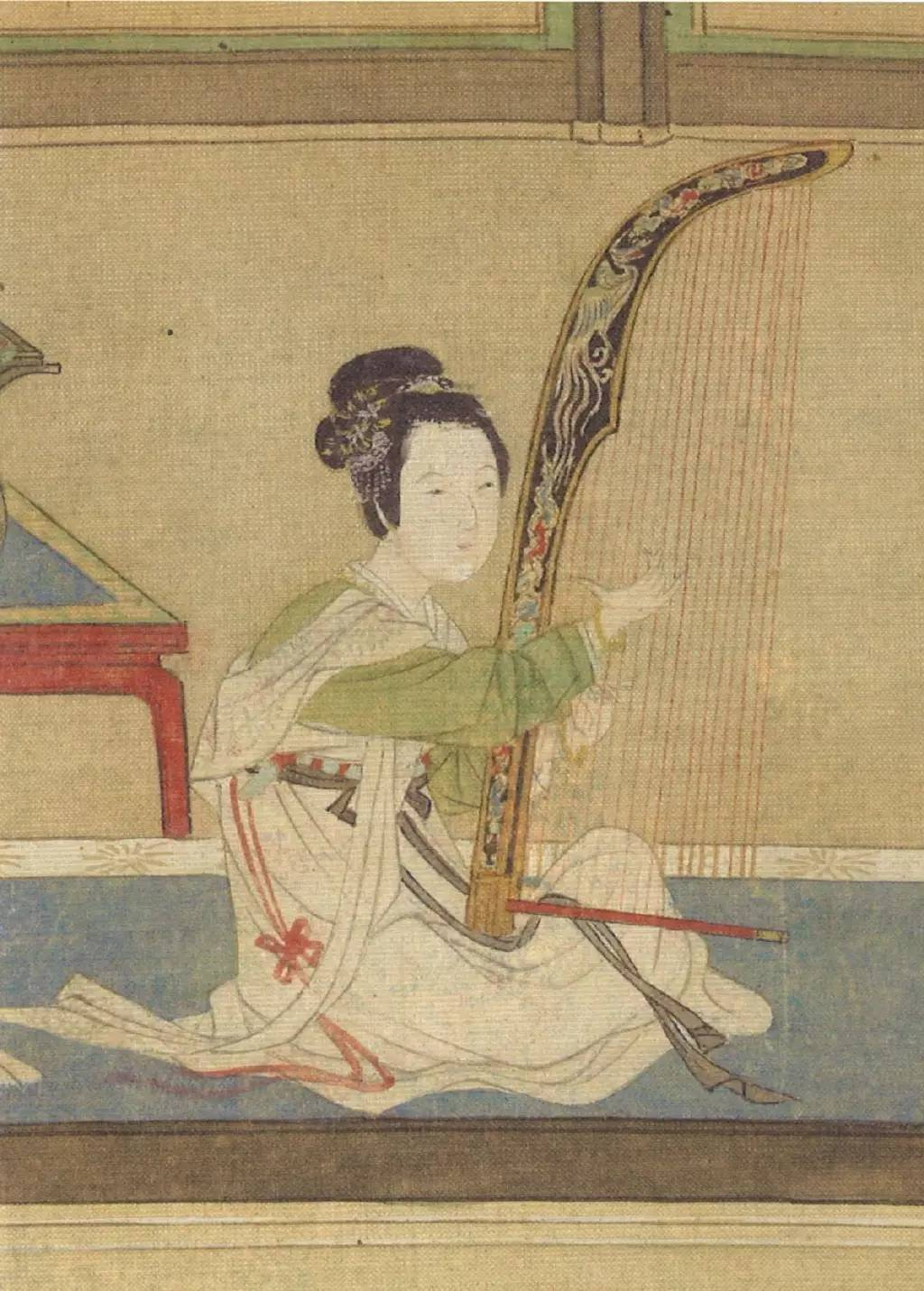
Eine Musikerin spielt die chinesische Winkelharfe konghou. Ausschnitt aus einer Malerei von Qiu Ying (1494–1552) aus der Ming-Dynastie, Anfang 16. Jahrhundert.

Als einziges in Japan entwickeltes Saiteninstrument gilt die Wölbbrettzither wagon, deren Form erstmals um die Zeitenwende erscheint. Bis zur Yayoi-Periode (etwa 3. Jahrhundert v. Chr. – 3. Jahrhundert n. Chr.) verlief die Kulturentwicklung Japans weitgehend unabhängig vom Festland. Mit der nachfolgenden Kofun-Zeit (Anfang 4. Jahrhundert – 710 n. Chr.) begann zunächst der Import von Handelswaren und Kulturgütern aus Korea und erst später aus China. Dies drückt sich etwa im Namen shiragigoto für eine Form der Zither wagon aus, der mit dem Präfix shiragi vor koto („Zither“) das japanische Wort für das koreanische Königreich Silla (356–935) enthält. Zum Tod des japanischen Kaisers Ingyō im Jahr 453 entsandte der König von Silla ein 80-köpfiges Orchester, das bei den Begräbnisfeiern musizierte. Silla war eines der Drei Reiche von Korea. Nach dieser frühesten Mitteilung über koreanische Musik in Japan fehlen für etwa ein Jahrhundert Belege über die Musikausübung in Japan. Dennoch gibt es Nachweise für weitere koreanische Musiker, die in dieser Zeit nach Japan kamen. Frühestens in der ersten Hälfte des 1. Jahrtausends könnte auch die Harfe über Korea nach Japan eingeführt worden sein. Die „Musik der Drei Reiche“ (sangkangaku) ist eine Form von Musik aus Korea, die in den höfischen Musikstil gagaku eingegangen ist. Zur damaligen sangkangaku gehörten die Musikinstrumente shiragigoto (Brettzither wagon), ōteki (Bambusquerflöte), makumo (unbekanntes Blasinstrument) und kugo.
Einen bedeutenden Einfluss auf die japanische Musik hatte die Einführung des Buddhismus über Korea im 6. Jahrhundert. Diese historische Zäsur wird am Jahr 552 festgemacht, als der König des koreanischen Reiches Baekje (japanisch Kudara) dem japanischen Kaiser Kimmei (reg. 539–571) eine vergoldete Buddhafigur überreichte. Durch chinesische Vermittlung kam auch der ursprünglich aus Indien stammende buddhistische Ritualgesang shōmyō während der frühen Heian-Zeit (794–1185) nach Japan. Dass in der buddhistischen Musik in China die Harfe verwendet wurde, geht aus tantrischen Kommentaren zum Ninno-kyō („Sutra des wohlwollenden Königs“) hervor. Darin heißt es, der Tang-Kaiser Tang Daizong (reg. 762–779) habe bei einer Festveranstaltung das Schneckenhorn (hōragai) geblasen. Ferner wird die konghou erwähnt. Das umfangreichste Werk zum japanischen shōmyō ist das Gyosan Taigaishū des Shingon-Mönches Chōe (1457–1524) aus Bushū (Provinz Musashi). Darin werden – den chinesischen Acht Klängen ähnlich – die buddhistischen Musikinstrumente klassifiziert, darunter auch solche, die zur damaligen Zeit längst verschwunden waren. In der Kategorie „Holz“ findet sich die Winkelharfe kugo als Rückbesinnung an die Vergangenheit. An ihrer Stelle hätten tatsächlich verwendete Schlitztrommeln und andere Schlagidiophone genannt werden sollen.
Weitere Musikinstrumente wurden während der chinesischen Tang-Dynastie (617–907) aus China eingeführt. Im Jahr 701 begann die Festlegung der ältesten höfischen Musiktradition Japans (gagaku) nach einem analogen System in China. Das japanische System (gagakuryō) beinhaltete auch den aus dem China der Tang-Dynastie stammenden Musikstil tōgaku und die koreanische Musik sangkangaku. Kammu (reg. 781–806), der kurz vor seinem Tod als erster japanischer Kaiser zum Buddhismus übergetreten war, verlegte im Jahr 794 die Hauptstadt nach Heian-kyō. Seine Herrschaft führte zu einem erwachenden nationalen Selbstbewusstsein und gilt als die wohl ruhmreichste Zeit der japanischen Kulturgeschichte. Zur höfischen Kultur gehörten aufwendige Shintō-Rituale mit magischer Bedeutung. Entsprechend umfangreich besetzt waren die höfischen Orchester. Im Jahr 809 unterrichteten die Meistermusiker der sangkangaku die Instrumente kugo, Querflöte, makumo (Blasinstrument), wagon (Brettzither) und Trommel. Bei der sogenannten Reform des Musiksystems in den Jahren 810 bis 850 erhielt das höfische Orchester eine genormte Besetzung, zu der einige alte Musikinstrumente nicht mehr gehörten, darunter die wagon, die kugo, die makumo und die große Version des Doppelrohrblattinstruments hichiriki.

## Bauform

### Winkelharfe

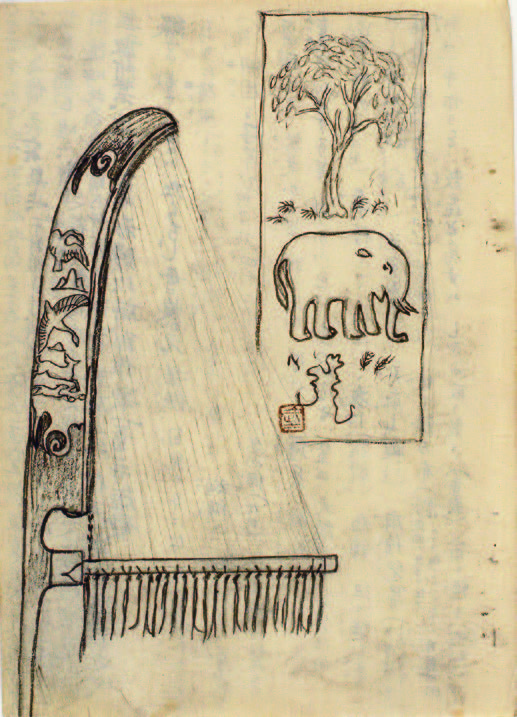
Skizze einer kugo des Malers Fujishima Takeji (1867–1943), Anfang 20. Jahrhundert

Um das 10. Jahrhundert verschwand die Harfe in Japan. Wie die Harfen aussahen, geht aus etlichen Abbildungen und aus Bruchstücken von zwei Instrumenten hervor, die etwa aus dem 8. Jahrhundert stammen und im alten Schatzhaus Shōsōin, das zum Tempel Tōdai-ji in Nara gehört, aufbewahrt werden. Beide Fundobjekte waren Winkelharfen, bei denen die oberen Hälften der in Spielposition annähernd senkrecht aufragenden Resonanzkörper fehlen. Ihre ursprüngliche Länge wird auf 170 bis 185 Zentimeter geschätzt. Sie wurden aus dem harten Holz von Paulownien (japanisch kiri) angefertigt und besaßen 23 Saiten. Die Resonanzkörper waren bemalt und auf einem ist die Signatur „Tōdai-ji“ zu lesen. Vermutlich kamen die Harfen in der Musik mit chinesischer Tradition zum Einsatz. In ihrer Form entsprachen sie senkrechten Winkelharfen in Mesopotamien aus dem 7. oder 6. Jahrhundert v. Chr. mit einem kurzen Saitenträgerstab, der im rechten Winkel vom Resonanzkörper absteht. Nach der teilweise hypothetischen Rekonstruktion waren die Saiten an einer Aufhängeleiste verknotet, die mit mehreren Zapfen in einem geringen Abstand über der Resonanzdecke befestigt war. Über das untere Ende des Resonanzkörpers ragte ein Stab (Schwanz) hinaus, mit dem die Harfe auf dem Boden aufgestützt wurde. An diesem Stab war ein rechtwinklig abstehender, kreisrunder Saitenhalter verzapft. Bei einer der Shōsōin-Harfen wurden die Saiten an Schnurringen (Stimmknebeln) und bei der anderen an Wirbeln gestimmt.
Im Shōsōin werden ferner buddhistische Kultobjekte und persönliche Gegenstände des Kaisers Shōmu (reg. 724–749) aufbewahrt. Die genauesten bildlichen Hinweise zur säkularen Musik liefert ein in das Jahr 730 datierter hölzerner Jagdbogen (dankyū), der auf der ganzen Länge mit kleinen Figuren bemalt ist, die Szenen von gigaku (chinesische Maskentänze) und sangaku (Akrobatik und Pantomime chinesischen Ursprungs mit Musikbegleitung) darstellen. Zu den Figuren auf der unteren Hälfte des Bogens gehören acht am Boden hockende Musiker, die eine Kesseltrommel, eine Röhrentrommel taiko, eine Querflöte yokobuye, eine Längsflöte shakuhachi, eine Kurzhalslaute biwa, eine vertikale Winkelharfe kugo, ein unidentifizierbares Streichinstrument und eine mit den Händen geschlagene Sanduhrtrommel tsuzumi spielen. Ein neunter Musiker bedient im Stehen mit zwei Schlägeln eine große liegende taiko. Am waagrechten Saitenhalter der kugo hängen lange, als Stimmschlingen dienende Kordeln herab.
Dieselbe Form einer senkrechten Winkelharfe ist im Shinzei-kokaku-zu abgebildet. „Shinzeis Illustrationen alter Musik“, verfasst von Fujiwara no Michinori (1106–1160), einem buddhistischen Mönch, dessen Ordensname Shinzei war, ist die älteste und vollständigste Sammlung von Abbildungen zu Musikinstrumenten, höfischer Tanzmusik (bugaku) und Volkstheater (sarugaku, mit akrobatischen Vorführungen), die zeitlich das 8. und 9. Jahrhundert (Nara-Zeit und frühe Heian-Zeit) umfasst. Die originale Bildrolle ist verschwunden, erhalten blieben mehrere, teilweise späte Kopien. Der abgebildete Spieler der kugo kniet hinter seinem Instrument und zupft die Saiten mit beiden Händen. In einer Kopie sind 15 Saiten und 9 Stimmschlingen dargestellt, in einer anderen Kopie 12 Saiten und 8 Stimmschlingen. Die letztgenannte Kopie enthält noch einen erklärenden Kommentar, der wohl von Fujiwara Teikan (1732–1797) stammt: „Das Bunken-tsu-kō sagt: Die stehende kugo ist ein fremdes Instrument. Die Form ist gebogen und lang. Die Saitenzahl beträgt 22. Man presst es gegen die Brust. Es wird tate-kugo (stehende Harfe) genannt oder Fremde Harfe“.

### Bogenharfe

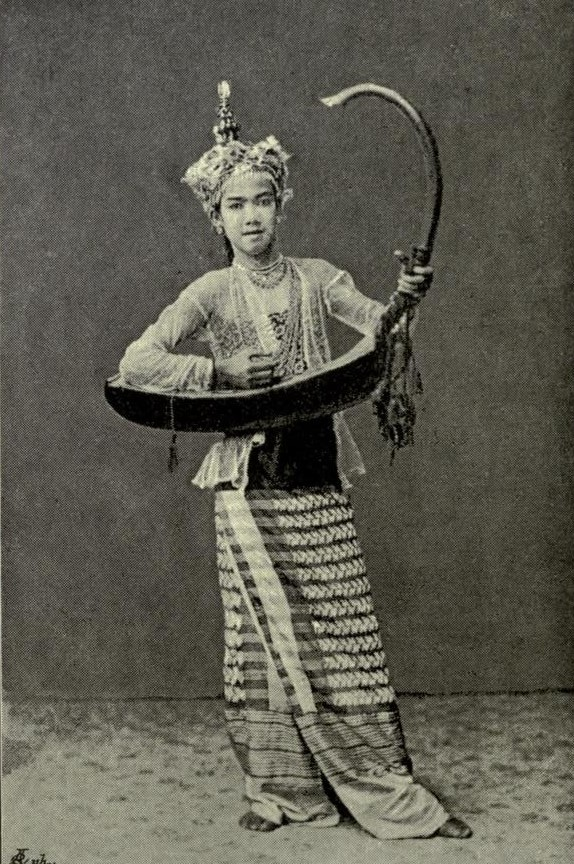
Burmesische Bogenharfe saung gauk mit horizontalem Resonanzkasten. Foto von 1894. Harfentyp der Vajradhatu-Mandalas.

Abgesehen von wenigen vertikalen Winkelharfen gibt es in japanischen Manuskripten vor allem Abbildungen von Bogenharfen. Originale Bogenharfen blieben jedoch nicht erhalten und es ist fraglich, ob Bogenharfen in Japan jemals gespielt wurden. Die gebogene kugo wird manchmal hōshukugo genannt („hōō-Hals-kugo“, japanisch hōō entspricht chinesisch fenghuang) und sie erscheint auf den Abbildungen mit einem Resonanzkörper in waagrechter Spielposition wie die burmesische saung gauk.
Die älteste bekannte Darstellung einer japanischen Bogenharfe ist ein Detail des Vajradhatu-Mandala (Kongōkai-Mandala, ein buddhistisches Schaubild; Sanskrit vajra, japanisch kongōkai, Donnerkeil, ein spirituelles Symbol) aus dem 9. Jahrhundert. Die Vorbilder für die Mandala-Malereien der Shingon-Schulen (mikkyō) des tantrischen Buddhismus in Japan waren die chinesischen Mandalas der Tang-Dynastie. Vom 9. bis zum 14. Jahrhundert (Kamakura-Zeit) kommen Bogenharfen mit gewissen Variationen in japanischen Mandalas vor. Die Harfenabbildungen wurden im 9. Jahrhundert auch in die Ikonografie der raigōzu-Malerei eingeführt, bei der Buddha Amitabha in einer leuchtenden Wolke erscheint. Die Szenen illustrieren häufig das Gedicht „Ode an die 25 Bodhisattvas“ des buddhistischen Gelehrten Genshin (942–1017), in welchem die angeführten zwölf Musikinstrumente bestimmte buddhistische Vorstellungen symbolisieren. Mit den raigōzu wurden die kugo-Darstellungen durch ständiges Kopieren und Variieren bis zu ihrem letzten Vorkommen in der Muromachi-Zeit und Edo-Zeit (1615–1867) überliefert. Auf den Malereien, die in den Jahrhunderten nach ihrem Verschwinden entstanden, wird die kugo kaum noch als Musikinstrument, vielmehr als Ritualobjekt präsentiert. Dies veranschaulicht die Darstellung eines Bodhisattvas aus der Mitte des 14. Jahrhunderts, der in den Händen eine Harfe hält, während er auf einer Lotosblüte steht. Das Instrument besitzt keinen Resonanzkörper und würde in dieser Form kaum hörbare Töne hervorbringen können.
Die japanischen Bodhisattvas werden üblicherweise mit einem hochgesteckten Haarschopf, einer Juwelenkrone und einem weiten Kleid mit ornamentierten Brustplatten dargestellt. Die Bogenharfe kugo ist ikonografisch besonders mit der Vajragiti-Bodhisattva verbunden, die als himmlische Nymphe mit sanfter Stimme singt. Ihr Attribut ist eine kugo, die sie mit der linken Hand hält. Mit der rechten Hand zupft sie die Saiten. Am oberen Ende der abgebildeten Bogenharfen befindet sich ein gebogenes dreispitziges Gebilde, das eine Hälfte des sankosho verkörpert. Dieser ist eine japanische Variante des indischen vajra und stellt eine göttliche Waffe dar. Eine solche Kombination dürfte in der Realität nicht existiert haben. Die Bogenharfe fungiert als Symbol der Vajragiti-Bodhisattva im Vajradhatu-Mandala. Die Bodhisattvas heißen mit Tanz und Musik den Amitabha willkommen, der bei seinem Erscheinen die Atmosphäre des Reinen Landes mitbringt.

### Moderne Harfe
Ab 1975 bis nach der Jahrtausendwende führte das Nationaltheater in Tokio ein Projekt zur Rekonstruktion alter japanischer Musikinstrumente durch. Deren Direktor Toshirō Kido beauftragte die Rekonstruktion von Winkelharfen nach dem Vorbild der Fundstücke im Shōsōin. Des Weiteren wurden unter anderem die mit Perlmutteinlagen verzierte fünfsaitige Laute und die Langhalslaute genkan nachgebaut. Vergleichbare Bestrebungen, historische Instrumente wiederzubeleben, setzten in Korea Ende der 1930er Jahre ein, als drei Formen der koreanischen Harfe (konghu), die mutmaßlich früher existierten, angefertigt wurden: eine vertikale Winkelharfe sugonghu mit 21 Saiten, eine Bogenharfe wagonghu mit 13 Saiten und eine kleinere Harfe ohne Resonanzkörper sogonghu mit 13 Saiten.
Im Jahr 1991 begann die japanische Harfenistin Tomoko Sugawara, die an der Konzertharfe und der Keltischen Harfe ausgebildet worden war, die kugo zu spielen. Die von Sugawara verwendete Harfe ist nach einer aus dem 6. oder 7. Jahrhundert stammenden Abbildung gestaltet, die auf einem Kästchen in Xinjiang gefunden wurde. Einige Details wurden den beiden im Shōsōin aufbewahrten Harfenfragmenten nachgebildet. Die Nachbauten haben 23 Saiten, einen voluminösen Resonanzkörper und einen dünnen Aufstellstab (Schwanz). Wie bei den Shōsōin-Vorbildern besitzt die moderne kugo zwischen dem unteren Ende des Resonanzkörpers und dem Saitenhalter einen eingesetzten Zapfen, der bereits im 7. Jahrhundert bei Harfen in Iran, Zentralasien und China vorhanden war. Er stützt den auskragenden Saitenhalter. Bei einem Exemplar misst der fast gerade Resonanzkörper 73 Zentimeter, der Aufstellstab ist 35 Zentimeter lang und der Saitenhalter 49 Zentimeter. Ein größeres Exemplar hat einen gekrümmten Resonanzkörper von 133 Zentimetern Länge, einen 70 Zentimeter langen Aufstellstab und einen 73 Zentimeter langen Saitenträger.